# Castellanos (Uruguay)
Castellanos es una localidad uruguaya, del departamento de Canelones, y forma parte del municipio canario de San Bautista.

## Ubicación
La localidad se encuentra situada en la zona norte del departamento de Canelones, sobre la ruta 6 junto a su empalme con la ruta 65. Dista 6.5 km de la ciudad de San Bautista y 9 km de la ciudad de San Ramón.

## Población
Según el censo de 2011, la localidad contaba con una población de 520 habitantes.
| 300           | 418 | 447 | 509 | 579 | 520 |
| (Fuente: INE) |     |     |     |     |     |

## Proceso fundacional
El proceso fundacional de Castellanos comienza en 1903 con el surgimiento de la parada del tren, pero es la fundación de la Escuela N.º 44 el evento que consolida dicho proceso.
El 14 de julio de 1905 se solicitó su creación, celebrándose la inauguración el 5 de octubre de 1908. En ese día la maestra María Matilde Ghiossio, inmigrante italiana,recibió a los 6 primeros alumnos.
Llevó adelante una importante labor de extensión hacia la comunidad al convocar a los vecinos a presenciar las charlas de médicos y de técnicos agropecuarios, acontecimientos que convirtieron a la Escuela N.º 44 en un ámbito de encuentro para los habitantes de Castellanos. Este espacio institucional contribuyó a incentivar el sentimiento de pertenencia en muchos de los inmigrantes afincados en los alrededores.
Originalmente la Escuela se encontraba ubicada en el lado oeste de la Ruta 65, en aquel entonces Camino Nacional.
A pesar de su condición humilde fue evaluada como "Muy Buena" por la Comisión Departamental, en vista de los resultados de los exámenes que presentaban sus estudiantes.
Crece y se afianza bajo la gestión de la maestra María Elena Marino de Iglesias, quien contrató profesores particulares e integró a varias maestras.
Su iniciativa la llevó a extender su influencia más allá del ámbito escolar. Fue socia fundadora del Club Artigas Varela, una de las agrupaciones que dinamizó la vida social de Castellanos con la organización de fiestas y bailes.
La maestra Marino de Iglesias cumplió funciones hasta 1950, cuando le es asignado el cargo de directora en el Instituto Normal de San Ramón.
Artigas Varela  Los Patrias
En los año 80 aparece el grupo tradicionalista Los Patrias que más adelante se fusionan con el Club Artigas Varela y se crea la organización actual Club Artigas Varela  Los Patrias, cuya sede está instalada a muy pocos metros de la Escuela N.º 44, en la acera opuesta. Su salón es reconocido como uno de los más amplios y con mejor infraestructura de la localidad.